# Luciana De Simoni
Luciana De Simoni (Frascati, 24 marzo 1957) è una medaglista italiana.

## Biografia
Nel 1976 si è diplomata all'Istituto Statale d'Arte "Silvio d'Amico" all'Ostiense specializzandosi in oreficeria.
Nel 1978 si iscrive al corso di scultura di Emilio Greco all'Accademia di belle arti di Roma dove apprende la tecnica del bassorilievo e la calcografia oltre che la tecnica dell'incisione a bulino.

## Collaborazioni con la Zecca di Stato
Nel 1982 entra nel centro filatelico dell'Istituto Poligrafico e Zecca dello Stato, dove rimane fino al 1987 disegnando francobolli, foglietti commemorativi, stampe calcografiche, biglietti di lotterie ed altro.
Nel 1987 entra nella Zecca e disegna le 1000 lire commemorative “Flora e Fauna da salvare” e l'anno seguente disegna le 500 lire per il ventennale della fondazione dell'IFAD.
Nel 2002 disegna la moneta da 2 centesimi di euro delle monete euro italiane con la Mole Antonelliana.
Nel 2006 disegna assieme a Daniela Longo la terza serie di monete euro vaticane con l'effige di papa Benedetto XVI.
Nel 2014 disegna la moneta commemorativa da 2 euro delle monete euro italiane commemorando il 200º anniversario della fondazione dell'Arma dei Carabinieri.